# Paranarthrura abbreviata
Paranarthrura abbreviata är en kräftdjursart som beskrevs av Vanhoeffen 1914. Paranarthrura abbreviata ingår i släktet Paranarthrura och familjen Agathotanaidae. Inga underarter finns listade i Catalogue of Life.